# Verguleasa (gmina)
Verguleasa – gmina w Rumunii, w okręgu Aluta. Obejmuje miejscowości Căzănești, Cucueți, Dumitrești, Poganu, Valea Fetei, Vânești i Verguleasa. W 2011 roku liczyła 3139 mieszkańców.